# Sen Olsan Bari
Sen Olsan Bari (română: Tu ai fost) este cel de-al doilea single al cântăreței turce Aleyna Tilki. A fost lansat pe 27 iulie 2017 de casa de discuri DMC. Piesa s-a bucurat de un real succes în Turcia, unde a ajuns până pe locul 1 în MusicTopTR; este prima piesă a cântăreței care a atins această performanță. Videoclipul piesei este al doilea cel mai vizionat al artistei pe YouTube, după Cevapsız Çınlama, cu peste 346 de milioane de vizionări. Referitor la succesul piesei, Aleyna a declarat, într-un concert susținut în Edirne, că vrea să aducă un nou stil Turciei și că este „sătulă de piesele din ultima vreme”.

## Videoclip
Videoclipul piesei a fost lansat pe 27 iulie 2017 și a fost regizat de Serdar Börcan, cel care a regizat și videoclipul primului single al artistei, Cevapsız Çınlama. La scurt timp de la publicare, clipul a intrat pe poziția 37 într-un top al celor mai vizionate videoclipuri pe YouTube în ultimele 24 de ore, pentru ca ulterior să urce până în top 10. Potrivit Gazete Vatan, clipul are similarități cu videoclipurile pieselor (You Drive Me) Crazy și Work Bitch ale lui Britney Spears. Au existat și acuzații că videoclipul ar încorpora teme cu tentă pedofilă.

## Topuri
| Top                 | Poziție |
| ------------------- | ------- |
| Turcia (MusicTopTR) | 1       |

## Lansări
| Țară   | Dată          | Format           | Casă de discuri |
| ------ | ------------- | ---------------- | --------------- |
| Turcia | 27 iulie 2017 | Digital download | DMC             |